# Justus van Huysum (I)

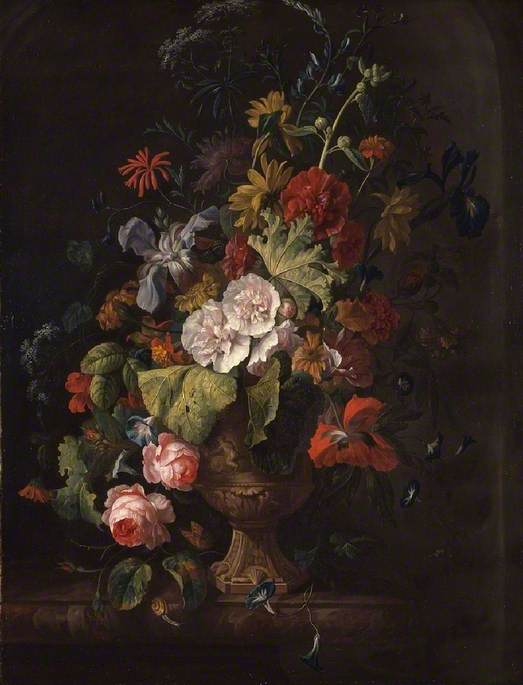
Bloemstilleven (Justus van Huysum de Oudere)

Justus van Huysum (I) (Amsterdam, 8 juni 1659 – aldaar, begraven op 23 april 1716) was een Noord-Nederlands schilder, vooral bekend om zijn bloemstillevens.
Hij was de zoon van Jan van Huysum (I) en Antje Caspers, en groeide op in een kunstzinnige omgeving. Zijn vader was monsterschrijver en schoolmeester, maar hield zich ook bezig met schilderen. Zijn broer, Caspar van Huysum, was eveneens kunstschilder en etser.
In 1675 begon hij zijn opleiding bij Nicolaes Berchem, waar hij snel vorderingen maakte. Hoewel hij zich ook bezighield met historiestukken, landschappen, marines en portretten, verwierf hij de meeste faam met zijn bloemschilderijen.
Van Huysum werd op 12 februari 1682 poorter van Amsterdam. Hij trouwde in 1681 met Margrieta Rus en in 1690 met Elisabeth Sanderus. Hij had zes kinderen, waaronder zijn zonen Jan van Huijsum (II), Jacob van Huysum en Justus van Huysum (II), die hij opleidde in het schildersvak. Jan van Huysum (II) zou de grootste reputatie als bloemschilder opbouwen. Justus van Huysum was niet alleen actief als kunstenaar, maar ook als decoratieschilder en kunsthandelaar. Hij overleed in 1716 en werd in de Westerkerk begraven.
- Digitale Bibliotheek voor de Nederlandse Letteren: huys049
- Stuttgart Database of Scientific Illustrators 1450–1950: 5651
- Gemeinsame Normdatei: 1231264470
- RKD-Nederlands Instituut voor Kunstgeschiedenis: 40850
- Union List of Artist Names: 500018402
- Virtual International Authority File: 95794014
- WorldCat: E39PBJqQy9hXkgxPPMgV8tt3Qq